# Betaeopsis aequimanus
Betaeopsis aequimanus är en kräftdjursart som först beskrevs av James Dwight Dana 1852.  Betaeopsis aequimanus ingår i släktet Betaeopsis och familjen Alpheidae. Inga underarter finns listade i Catalogue of Life.

## Bildgalleri

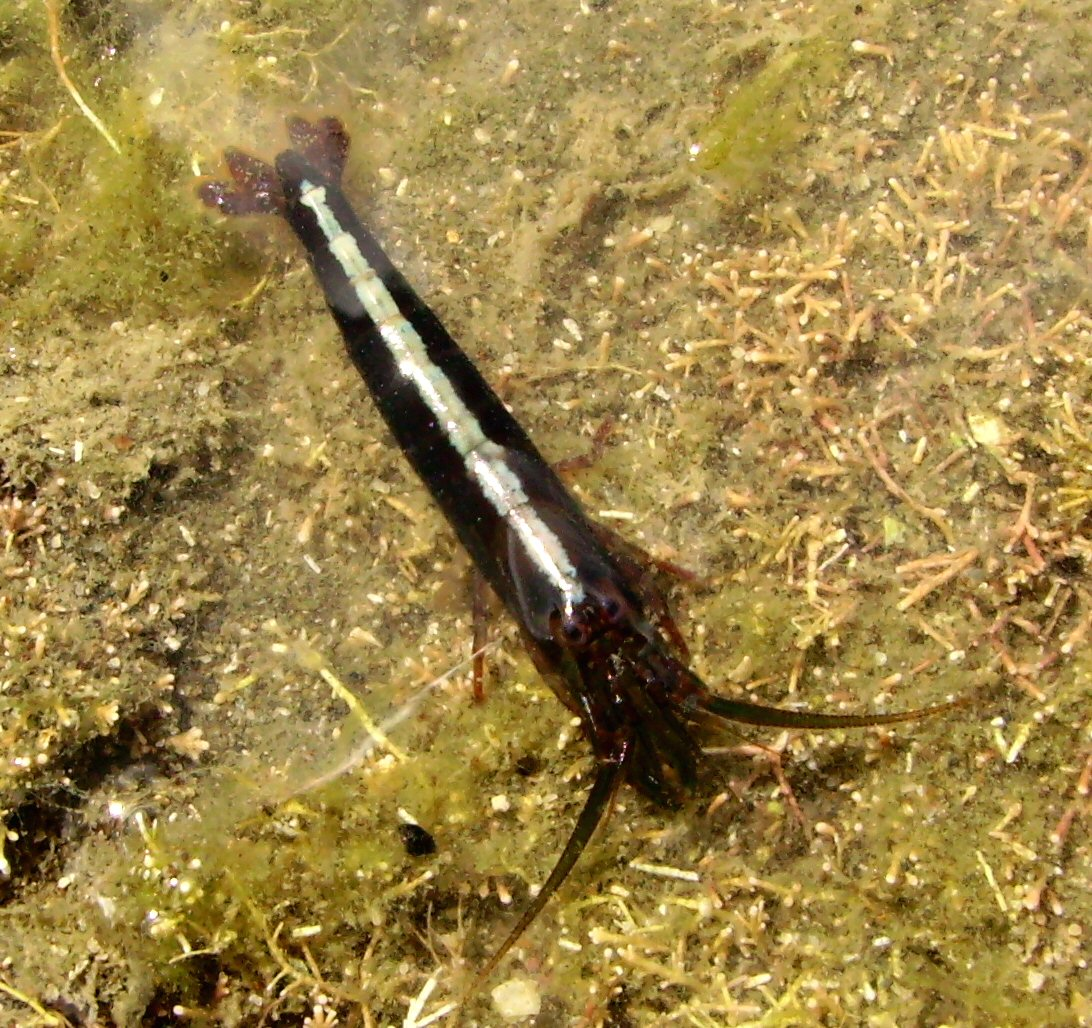